# 영등포역
영등포역(永登浦驛, Yeongdeungpo station)은 서울특별시 영등포구 영등포본동에 있는 경부선의 철도역이자 수도권 전철 1호선의 전철역이다. 서울특별시의 중추 역 중 하나로, 서울 서남권의 수요를 담당한다. 역 건물은 롯데건설이 건설한 민자역사로, 역사 내에 롯데백화점이 있다.
1899년 9월 18일 경인선 개통 당시에는 노량진역이 영등포역 자리에 있었는데, 홍수 때문에 한강 가까이 정거장을 지을 수 없었기 때문이었다. 1900년 7월 8일 경인선이 완전 개통되면서, 노량진역은 현재의 위치로 이전하였다. 영등포에 있던 기존 정거장 시설은 운전취급을 위하여 존치하였다가, 영등포 일대 주민들이 열차 정차를 요구하자 경인철도합자회사는 해당 시설을 영등포역의 영업에 전용(轉用)하였다.

## 역 정보
- 일부 KTX와 모든 ITX-새마을·무궁화호·누리로 및 수도권 전철 1호선 전동차가 정차하며,[3] 광명 셔틀 또한, 첫차 시간대에 운행되는 인천행 열차 2개 편성[4]은 이 역에서 출발한다.[5]
- KTX는 2010년 11월 1일부터 영등포에 정차하며, 경부선 계통만 운행한다. 이외에는 서울역 인근에 문제가 생길 때 영등포역에 비상 정차하는 경우도 있다.[6]
- 광명역이 규모에 비해 부족한 연계 교통으로 인하여 광명역 폐지 문제로 핫 이슈가 되었을 때 KTX를 영등포역에도 정차시키자는 움직임이 있었으나, 광명시민들의 반발로 무산되었다.[7] 따라서 KTX는 수원 경유편만 영등포역에 정차하며, 본래는 일부만 정차하다가 2018년 9월부터 수원 경유편이 모두 영등포역에 정차한다.
- 회사(민간사업자) 설립일 기준으로, 대한민국 최초로 민간사업자가 역사(驛舍)를 운영하는 민자역사이다.[8]
- 안내소에서 한국철도 100주년 기념 스탬프를 날인할 수 있다. 스탬프는 국회의사당 도안과 제물포역-영등포역 기념 도안 2개를 날인할 수 있다.
- 서울~신창 간 B급행 열차의 경우 서울행 차량만 영등포에 정차한다.
- 2008년 12월 1일부터 철도 시간표 전면 개정에 의하여 광명행 전동 열차의 시·종착역이 되었다.
- 현재 5번 승강장을 제외한 모든 전철 승강장에 스크린도어가 설치되어 가동 중이다.
- 연계 시내버스들 중 몇몇 노선들[9]은 영등포시장에서 영등포역 바로 앞으로 내려오지 않고, 영등포역을 앞둔 교차로에서 타임스퀘어 북편의 영등포소방서로 진입한 후 영등포시장으로 다시 올라간다.

## 연혁
- 1900년 9월 5일: 정식 영업 개시[10]
- 1936년 4월 1일: 경부선으로 편입
- 1938년 4월 1일: 영등포역(永登浦驛)에서 남경성역(南京城驛)으로 개명
- 1943년 4월 1일: 영등포역으로 환원
- 1949년 1월 1일: 5급역으로 승격
- 1950년 6월 30일: 한국 전쟁으로 역사 소실
- 1965년 1월 12일: 역사 신축 준공
- 1968년 2월 1일: 4급역으로 승격
- 1974년 8월 15일: 수도권 전철 개통, 종로선과 직결 운행 개시
- 1987년 9월 1일: 민자역사 착공
- 1990년 7월 21일: 민자역사 준공
- 1999년 2월 1일: 민자역사 증축 공사 완료
- 2003년 7월 25일: 선로에 떨어진 승객을 구하려던 김행균 당시 열차운용과장이 승객을 구하고 대신 부상하는 사고가 발생
- 2004년 4월 1일: KTX 개통으로 모든 새마을호 정차 개시
- 2006년 5월 1일: 철도 소화물 취급 중지
- 2006년 7월 1일: 지역 관리역제 폐지, 보통 (1급)역으로 조정
- 2008년 12월 15일: 장항선 (천안~신창 간) 복선 전철화 개통으로 2009년 6월 1일부터 (서울~신창 간) 누리로 운행 개시
- 2010년 1월 1일: 전철 승강장 스크린도어 설치[출처 필요]
- 2010년 1월 1일: 역사 리모델링으로 현재의 모습이 됨.
- 2010년 11월 1일: KTX (경부선) 왕복 2회 정차 개시
- 2014년 5월 12일: ITX-새마을 운행 개시 (경부선, 호남선)
- 2014년 6월 1일: ITX-새마을 운행 개시 (경전선, 전라선)
- 2014년 10월 1일: 남도해양열차 운행 개시
- 2015년 2월 5일: 서해금빛열차 운행 개시
- 2015년 5월 29일: 화물 취급 중지[11]
- 2015년 6월 1일: 중부내륙순환열차 운행 개시
- 2016년 5월 16일: 중부내륙순환열차 운행 중지[12]
- 2016년 7월 16일: 중부내륙순환열차 운행 재개
- 2018년 3월 23일: ITX-청춘 (서울~대전) 운행중지
- 2018년 7월 1일: KTX(수원 경유) 필수정차
- 2019년 12월 30일: 서울~신창 간 누리로 다시 운행 중지
- 2020년 1월 13일: 누리로 재운행 개시(서울~신창)
- 2020년 2월 3일: 중부내륙순환열차 운행 중지
- 2020년 3월 2일: 호남선 누리로, 충북선 (서울~제천) 운행 중지
- 2020년 5월 23일: 누리로 운행 중지(서울~신창)
- 2022년 6월 20일: 수도권 전철 1호선 경인선 구간 특급 운행 개시
- 2023년 9월 1일: ITX-마음 운행 개시

## 역 구조

### 1호선
출구는 6개이다.
승강장
| ↑신길(1호선)/↑용산(경부선)         |
| \| ２３ \| ４５ \| ６７ \| ８９ \| |
| 신도림(1호선)↓/안양(경부선)↓       |

| 1   | ● 수도권 전철 1호선 | 일반 · 급행                      | 광운대 · 의정부 · 연천 방면 |
| 2   | ● 수도권 전철 1호선 | 일반 · 급행                      | 인천 · 서동탄 · 신창 방면   |
| 3   | ● 수도권 전철 1호선 | 급행 · 특급                      | 용산 방면                   |
| 4   | ● 수도권 전철 1호선 | 급행 · 특급                      | 구로 · 부천 · 동인천 방면   |
| 5   | ● 수도권 전철 1호선 | B급행                            | 서울 방면                   |
| 5   | ● 수도권 전철 1호선 | 당역종착 · 광명 방면             |                             |
| 6~7 | 경부선              | KTX ITX-새마을 ITX-마음 무궁화호 | 용산 · 서울 방면            |
| 6~7 | 호남선              | KTX ITX-새마을 ITX-마음 무궁화호 | 용산 · 서울 방면            |
| 8~9 | 경부선              | KTX ITX-새마을 ITX-마음 무궁화호 | 부산 방면                   |
| 8~9 | 호남선              | KTX ITX-새마을 ITX-마음 무궁화호 | 목포 방면                   |

## 사진

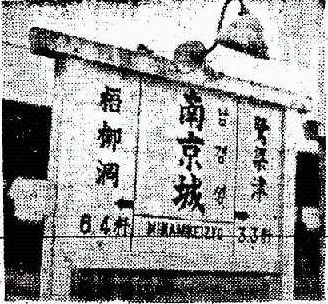
남경성역시절 이정표
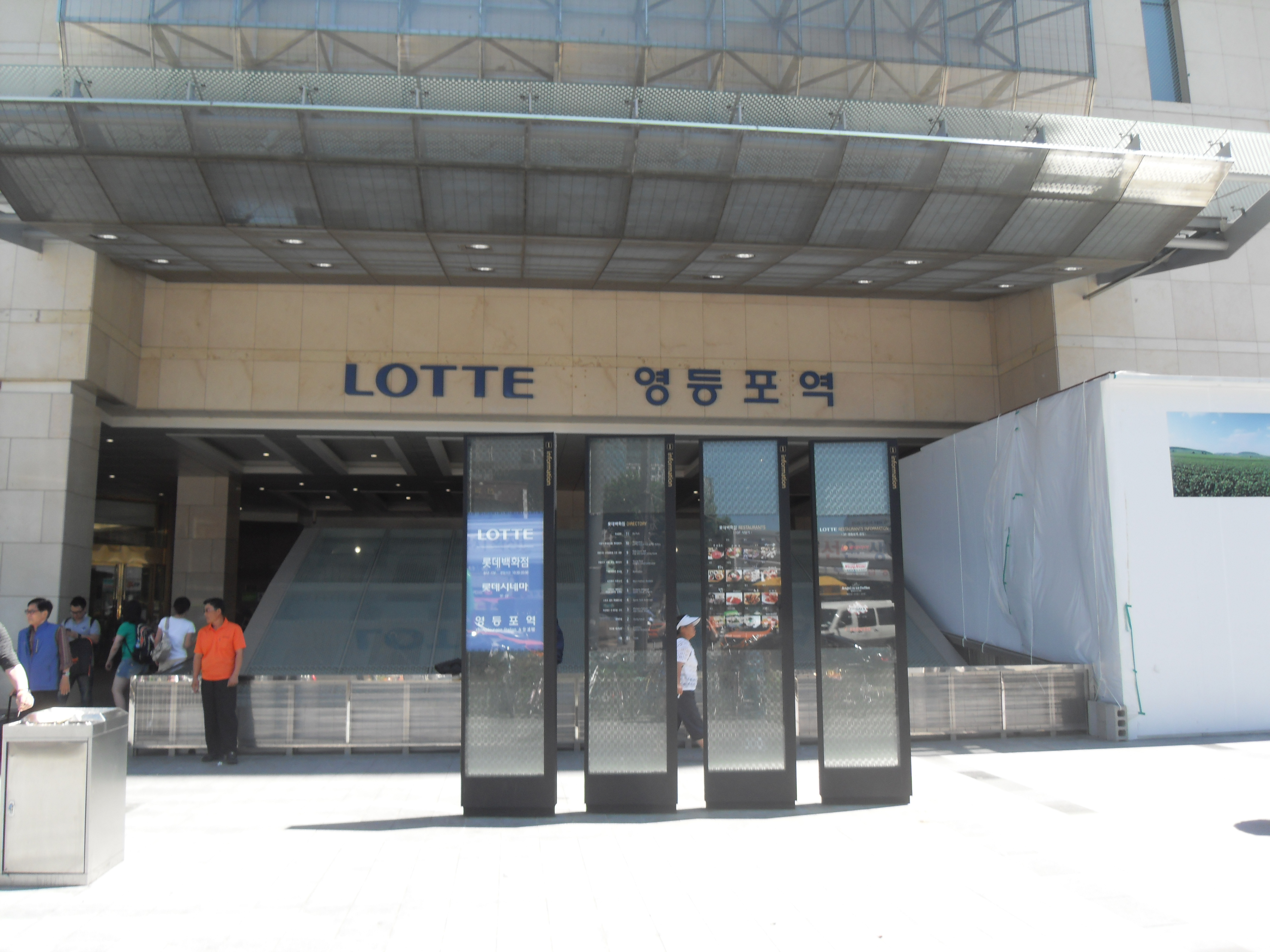
역사
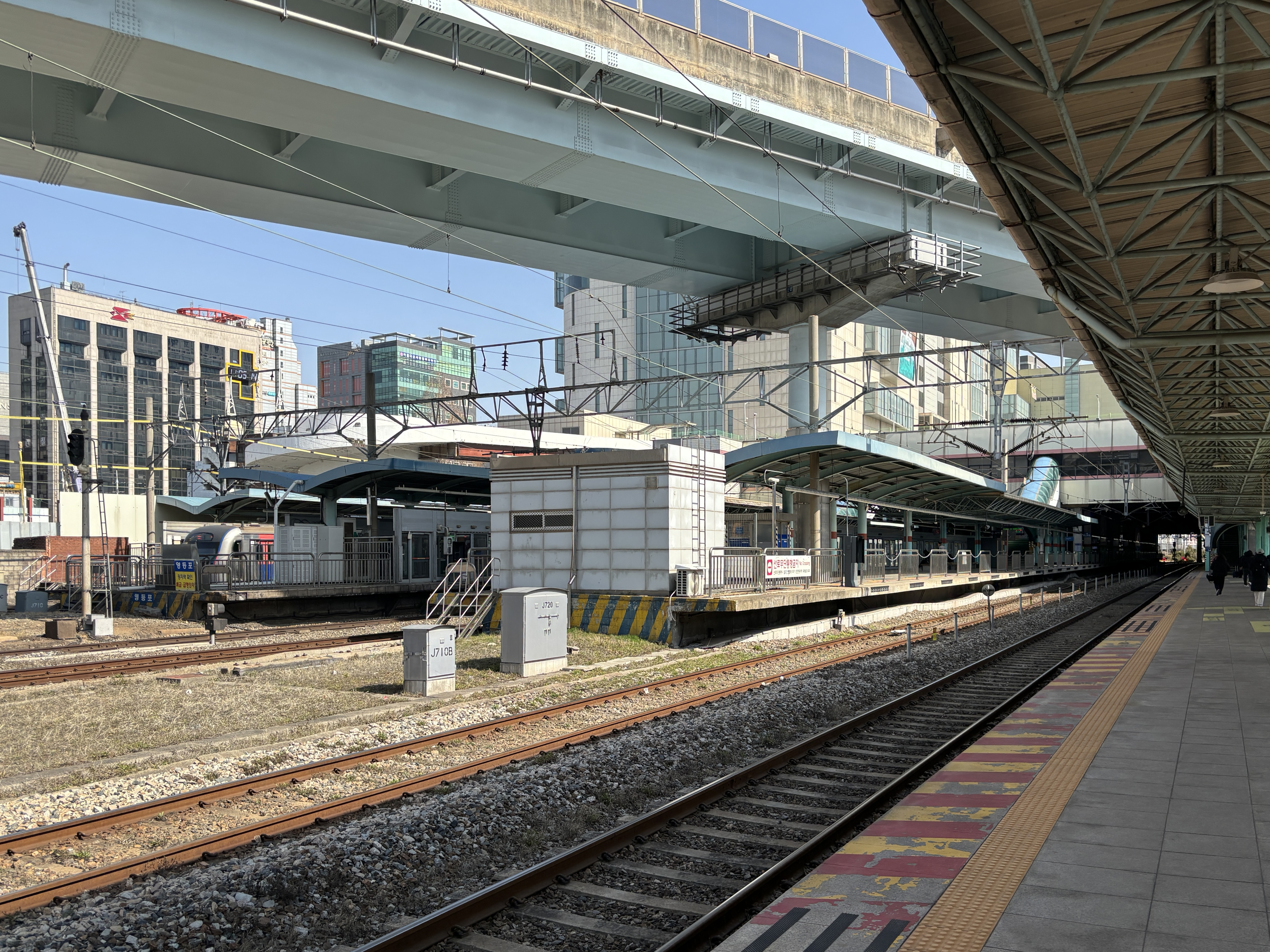
전철1호선 승강장
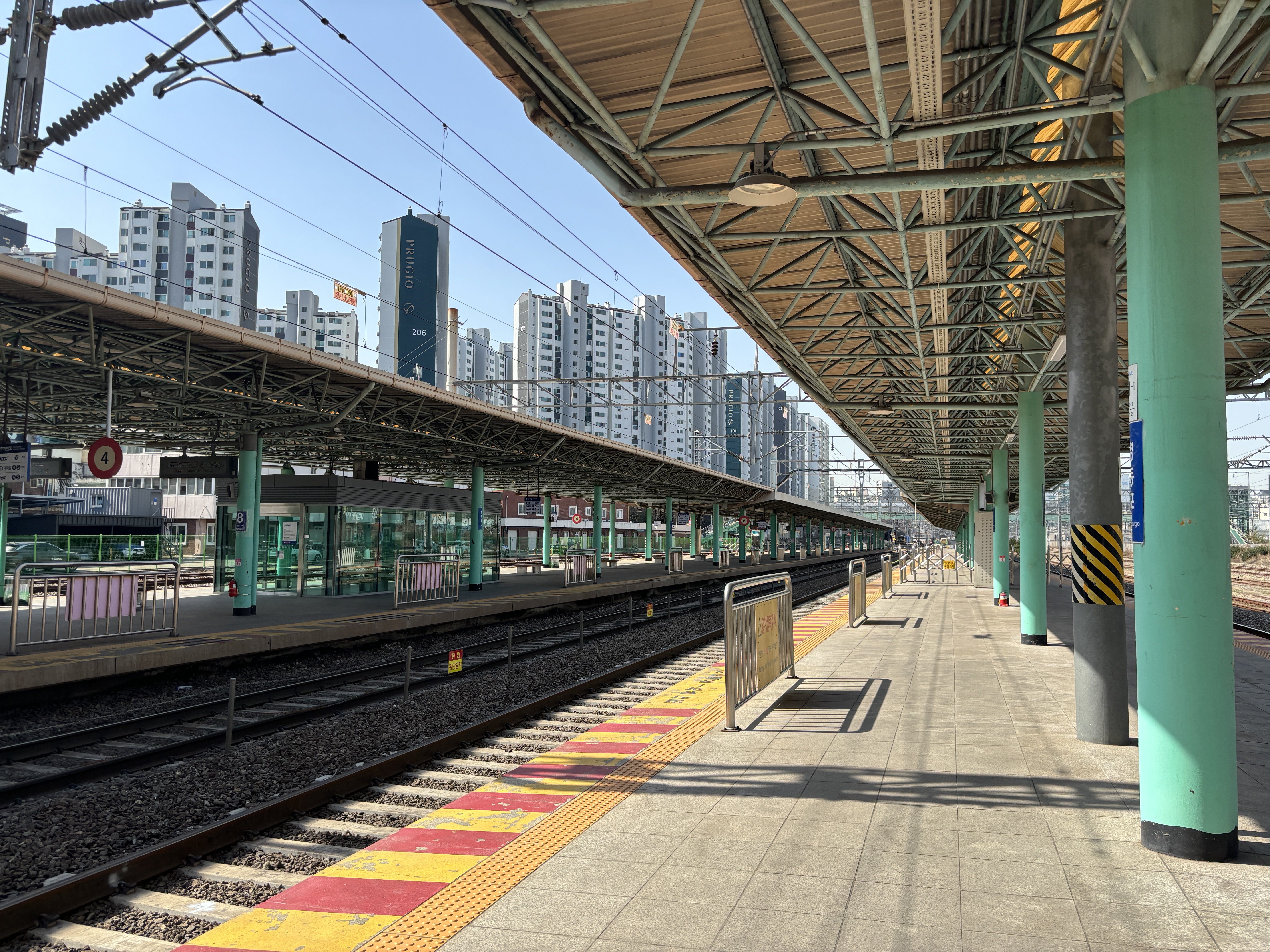
일반열차 승강장
착발열차 시간표(2008년)
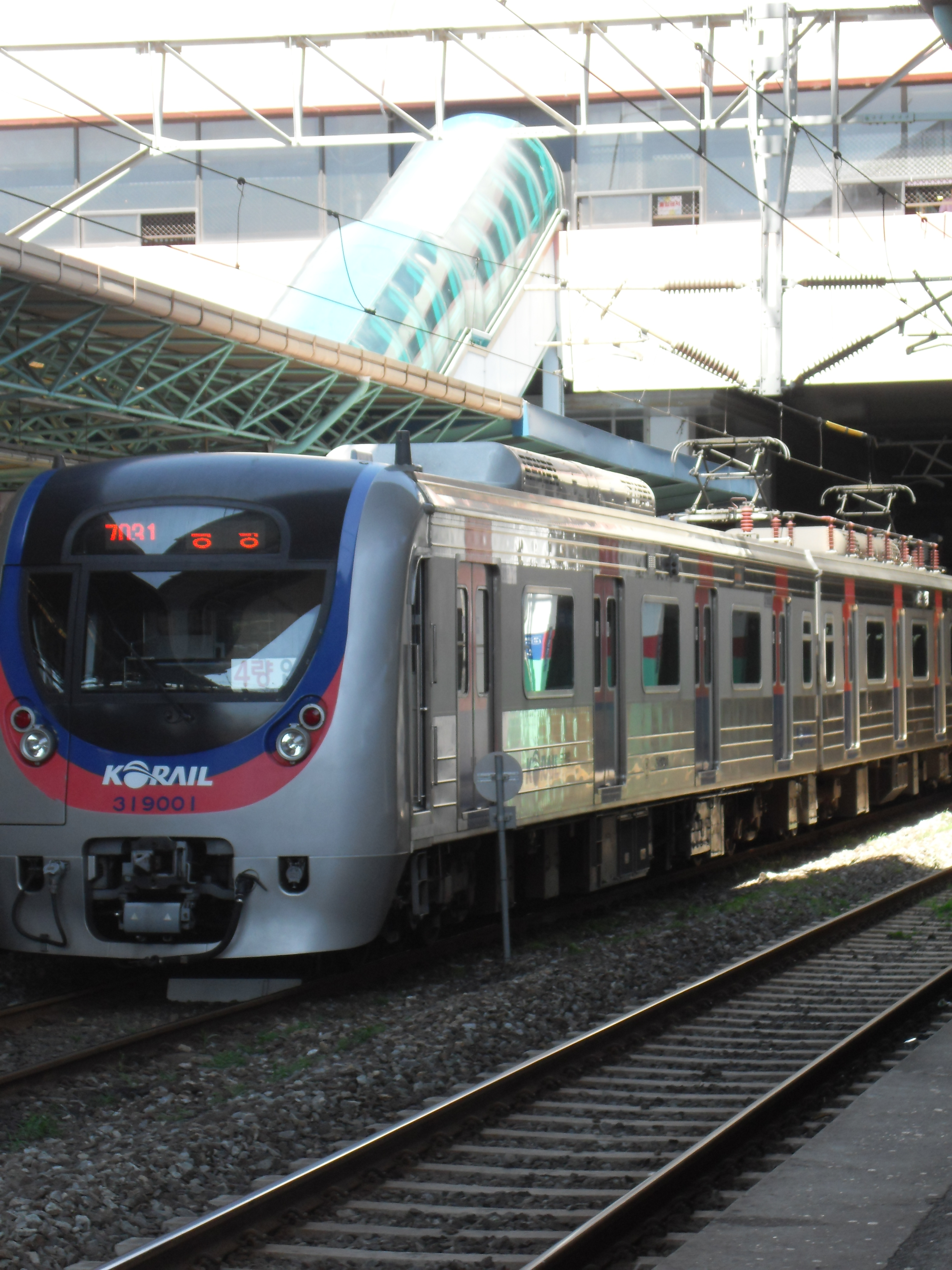
광명으로 가는 4량열차
영등포역 하행 플랫폼에 있는 김행균 전 영등포역장 기념비
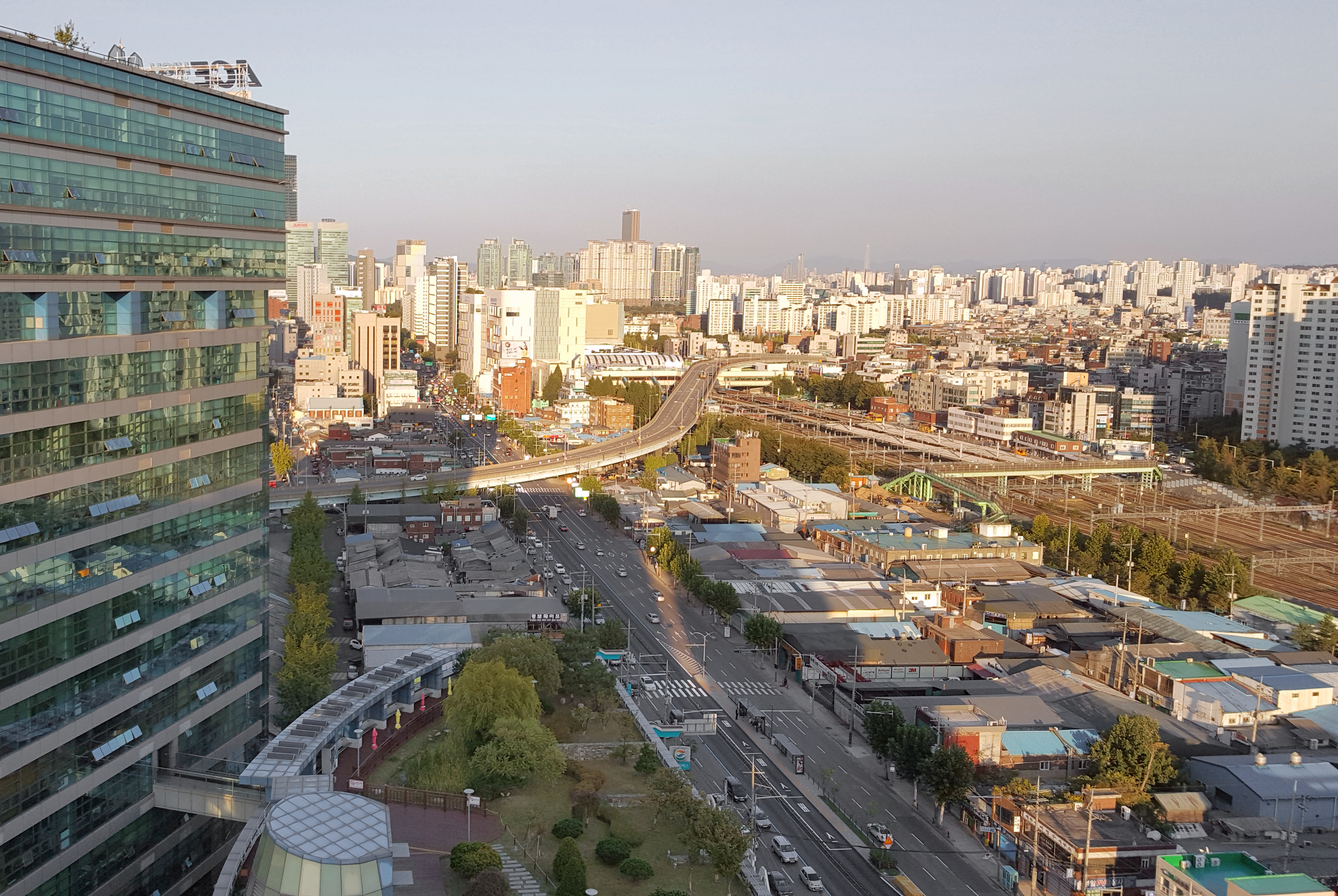
영등포역과 영등포역 고가도로가 마주하고 있는 모습
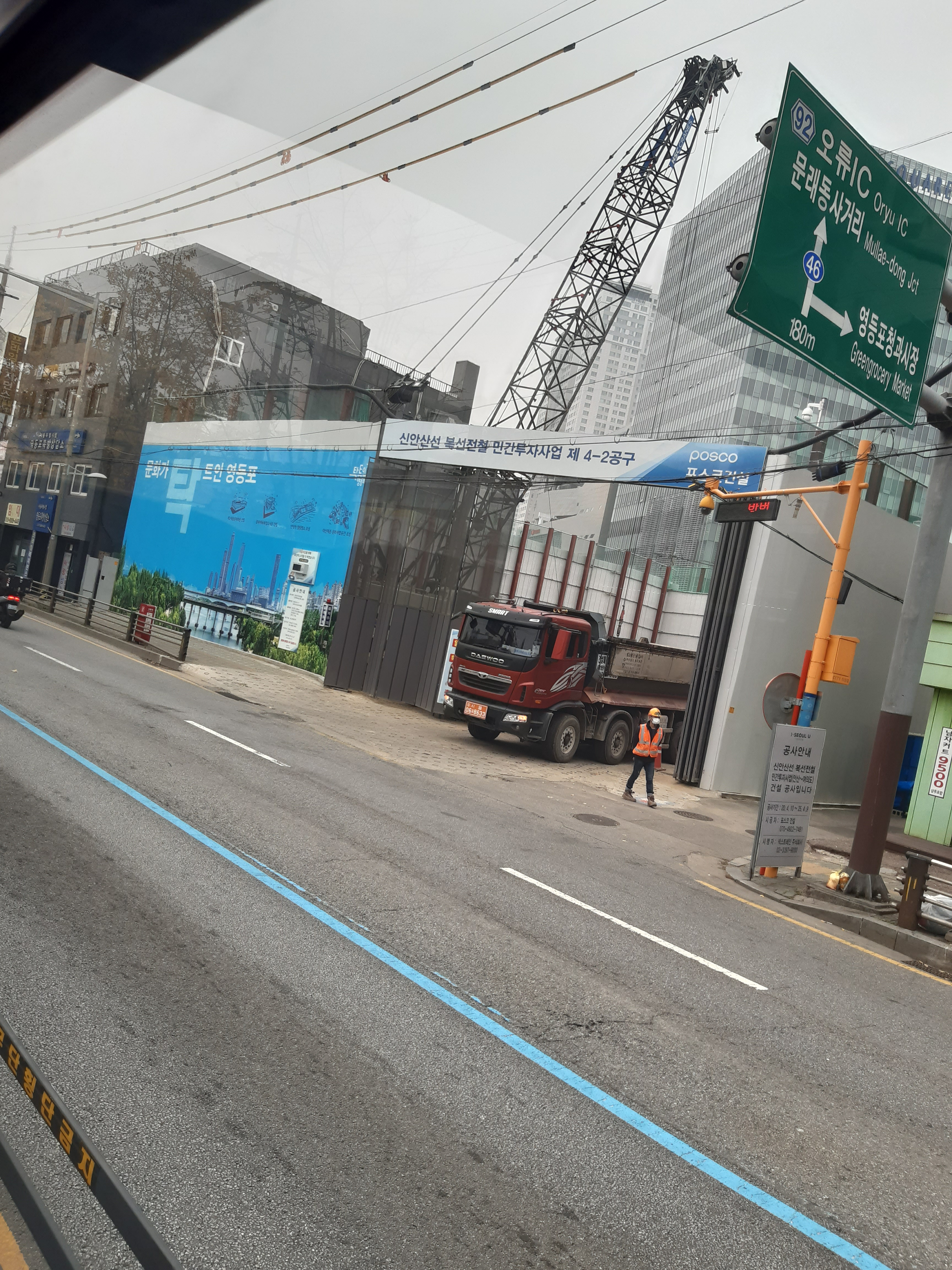
공사중인 신안산선 영등포역
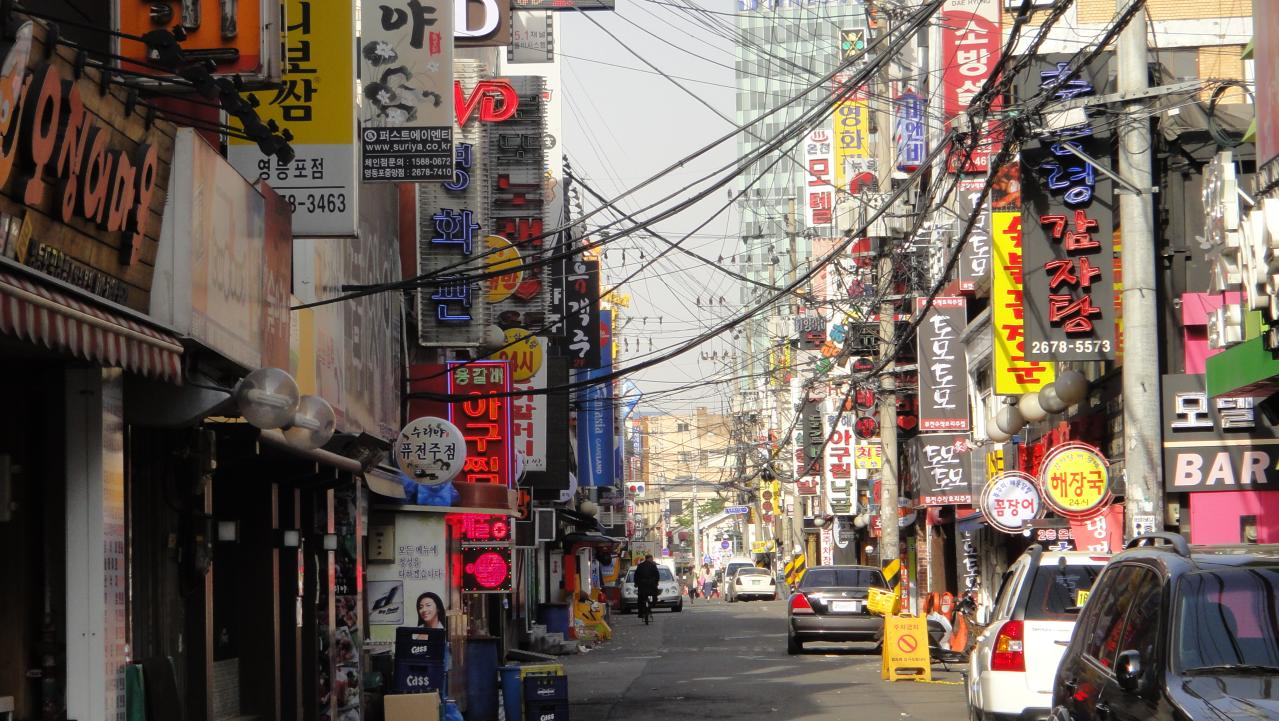
2011년 당시 영등포역 인근 골목길
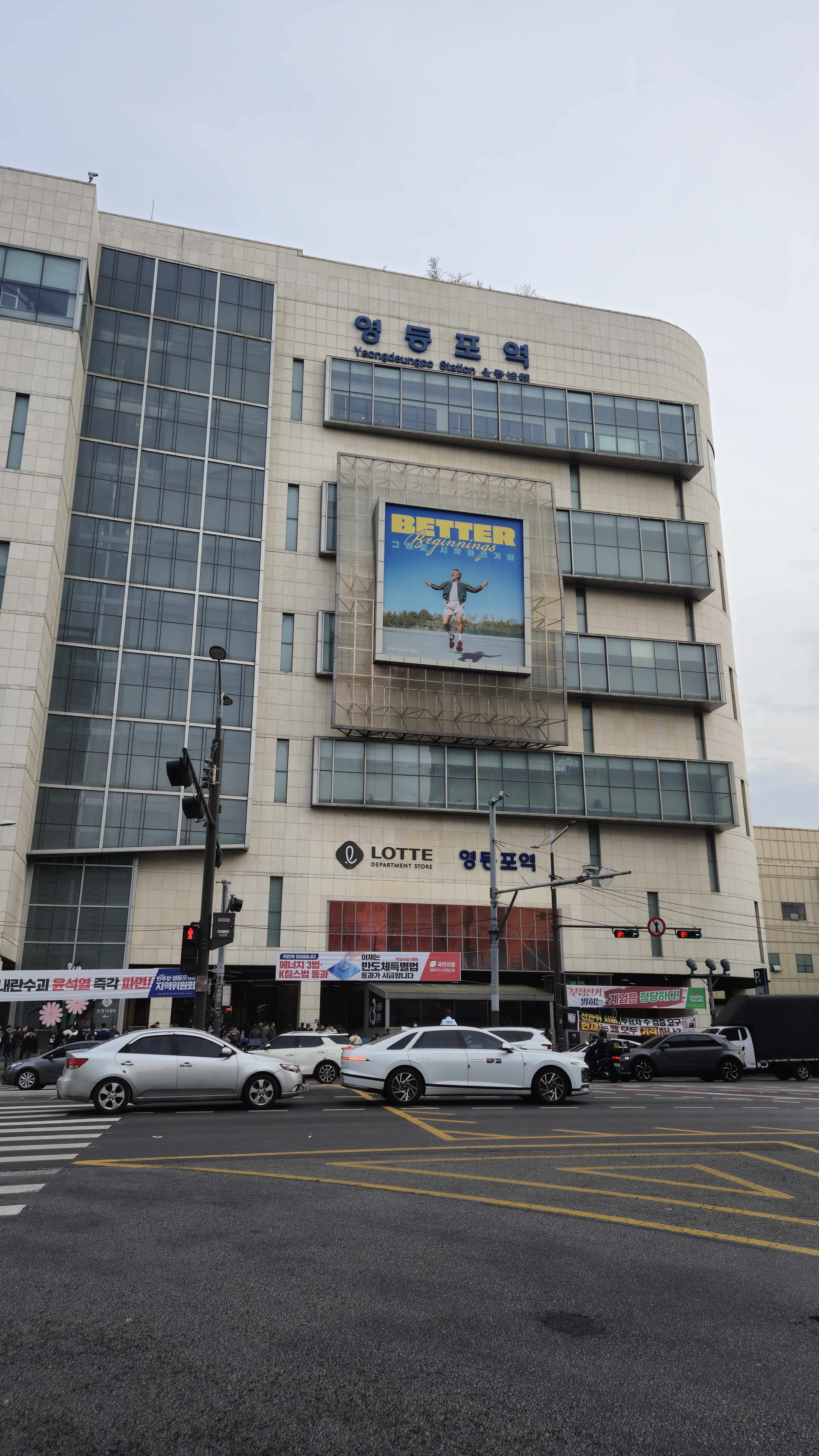
영등포역 외관(민자역사, 2025년)

## 역 주변
- 광야교회
- 김안과병원
- 씨랄라 워터파크 & 찜질방
- 아쟈쇼핑몰
- 영등포 롯데역사
  - 롯데백화점 영등포점
  - 롯데시네마 영등포
- 영등포세무서
- 영등포시장
- 영등포역광장
- 영등포우체국
- 영등포소방서
- KRA 플라자 영등포지점
- 타임스퀘어
  - 신세계 영등포점
  - 이마트 영등포점
  - 일렉트로마트 영등포점
  - 교보문고 영등포점
  - CGV 영등포
  - 토이킹덤 영등포점
  - 시코르 타임스퀘어 영등포점
- 영등포로터리 지하상가
- 한국철도공사 수도권서부본부
- CM충무병원

## 이용객 변동

### 일반열차
| 2001년 | 하행 | 승차 | 1256300 | 6196782 | 82843  | 7535925     |
| 2001년 | 하행 | 하차 | 317     | 3681    | 64     | 4062        |
| 2001년 | 상행 | 승차 | 45      | 2357    | 9      | 2411        |
| 2001년 | 상행 | 하차 | 1190751 | 5177016 | 90630  | 74839777772 |
| 2002년 | 하행 | 승차 | 1290841 | 6003625 | 94899  | 7389365     |
| 2002년 | 하행 | 하차 | 185     | 4597    | 989    | 5771        |
| 2002년 | 상행 | 승차 | 38      | 3975    | 902    | 4915        |
| 2002년 | 상행 | 하차 | 1200982 | 5051834 | 106311 | 6359127     |
| 2003년 | 하행 | 승차 | 1306868 | 5821898 | 87644  | 7216410     |
| 2003년 | 하행 | 하차 | 242     | 11682   | 107    | 12031       |
| 2003년 | 상행 | 승차 | 37      | 16985   | 23     | 17045       |
| 2003년 | 상행 | 하차 | 1200226 | 5052869 | 95928  | 6349023     |
| 2004년 | 하행 | 승차 | 1154633 | 5051113 | 20261  | 6226007     |
| 2004년 | 하행 | 하차 | 174     | 3684    | 31     | 3889        |
| 2004년 | 상행 | 승차 | 747     | 5085    | 2      | 7483477772  |
| 2004년 | 상행 | 하차 | 1132820 | 4679139 | 23354  | 748377772   |
| 2005년 | 하행 | 승차 | 990199  | 3743994 | 폐지   | 4734193     |
| 2005년 | 하행 | 하차 | 209     | 18764   | 폐지   | 18973       |
| 2005년 | 상행 | 승차 | 1713    | 20239   | 폐지   | 21952       |
| 2005년 | 상행 | 하차 | 946673  | 3442406 | 폐지   | 4389079     |

| 연도와 승하차 | 연도와 승하차 | 이용 인원 | 이용 인원 | 이용 인원 | 이용 인원 | 이용 인원 | 이용 인원 | 이용 인원 |
| 연도와 승하차 | 연도와 승하차 | KTX       | 산천      | 새마을    | 무궁화    | 누리      | 청춘      | 총계      |
| ------------- | ------------- | --------- | --------- | --------- | --------- | --------- | --------- | --------- |
| 2013년        | 승차          | 73810     | 0         | 858297    | 4028072   | 382324    | 1183      | 5343686   |
| 2013년        | 하차          | 62208     | 0         | 776231    | 3943723   | 479194    | 816       | 5262172   |

### 수도권 전철
| 노선  | 노선 | 일평균 인원수 (명/일) | 일평균 인원수 (명/일) | 일평균 인원수 (명/일) | 일평균 인원수 (명/일) | 일평균 인원수 (명/일) | 일평균 인원수 (명/일) | 일평균 인원수 (명/일) | 일평균 인원수 (명/일) | 일평균 인원수 (명/일) | 일평균 인원수 (명/일) | 일평균 인원수 (명/일) | 각주                  | 각주   |
| 노선  | 노선 | 2000년                | 2001년                | 2002년                | 2003년                | 2004년                | 2005년                | 2006년                | 2007년                | 2008년                | 2009년                | 2009년                | 각주                  | 각주   |
| ----- | ---- | --------------------- | --------------------- | --------------------- | --------------------- | --------------------- | --------------------- | --------------------- | --------------------- | --------------------- | --------------------- | --------------------- | --------------------- | ------ |
| 1호선 | 승차 | 54,193                | 62,829                | 66,940                | 71,506                | 50,331                | 48,257                | 47,898                | 46,862                | 47,545                | 48,727                | 48,727                | [ 15 ]                | [ 15 ] |
| 1호선 | 하차 | 48,186                | 62,937                | 66,743                | 74,196                | 53,300                | 51,934                | 51,664                | 50,425                | 50,519                | 52,130                | 52,130                | [ 15 ]                | [ 15 ] |
| 노선  | 노선 | 일평균 인원수 (명/일) | 일평균 인원수 (명/일) | 일평균 인원수 (명/일) | 일평균 인원수 (명/일) | 일평균 인원수 (명/일) | 일평균 인원수 (명/일) | 일평균 인원수 (명/일) | 일평균 인원수 (명/일) | 일평균 인원수 (명/일) | 일평균 인원수 (명/일) | 일평균 인원수 (명/일) | 일평균 인원수 (명/일) | 각주   |
| 노선  | 노선 | 2010년                | 2011년                | 2012년                | 2013년                | 2014년                | 2015년                | 2016년                | 2017년                | 2018년                | 2019년                | 2020년                | 2021년                | 각주   |
| 1호선 | 승차 | 54,335                | 55,060                | 54,931                | 54,260                | 52,829                | 51,453                | 51,374                | 49,578                | 49,001                | 50,014                | 33,648                | 32,618                | [ 15 ] |
| 1호선 | 하차 | 59,083                | 58,666                | 58,675                | 57,931                | 56,486                | 54,763                | 54,821                | 52,644                | 51,638                | 52,377                | 35,015                | 33,513                | [ 15 ] |

## KTX 정차
2004년 10월에 KTX를 영등포역에도 정차시키자는 여론이 처음 알려지자 광명시는 이에 대해 크게 반발하였다. 그 후 2005년 2월에 또 다시 이에 대한 논란이 일어났다. 그러나 2010년 11월에 경부고속철도 2단계 구간이 개통하면서 결국 영등포역에 수원경유 KTX가 하루 왕복 2회 정차하는 것이 확정되었다.
2021년 기준으로는 경부선 수원경유 KTX만 영등포역에 정차한다. 상행 4대, 하행 4대, 총 8대가 정차하는데 열차번호는 다음과 같다.
- 상행: #122, #124, #126, #128

- 하행: #121, #123, #125, #127

## 인접한 역
| KTX                                                  | KTX                                                                                    | KTX                                                           |
| ---------------------------------------------------- | -------------------------------------------------------------------------------------- | ------------------------------------------------------------- |
| 서울 방면                                            | KTX 경부선 수원 경유                                                                   | 수원 부산 방면                                                |
| 새마을호                                             |                                                                                        |                                                               |
| 서울 방면                                            | ITX-새마을 경부선                                                                      | 수원 부산 방면                                                |
| 서울 방면                                            | ITX-새마을 경전선                                                                      | 수원 진주 방면                                                |
| 서울 방면                                            | ITX-새마을 동해선                                                                      | 수원 신해운대 방면                                            |
| 용산 방면                                            | ITX-새마을 호남선                                                                      | 수원 목포 방면                                                |
| 용산 방면                                            | ITX-새마을 광주선                                                                      | 수원 광주 방면                                                |
| 용산 방면                                            | ITX-새마을 전라선                                                                      | 수원 여수엑스포 방면                                          |
| 용산 방면                                            | 새마을호 장항선                                                                        | 수원 익산 방면                                                |
| 서울 방면                                            | 남도해양열차                                                                           | 수원 여수엑스포 방면                                          |
| 용산 방면                                            | 서해금빛열차                                                                           | 수원 익산 방면                                                |
| 서울 방면                                            | ITX-마음 경부선                                                                        | 수원 부산 방면                                                |
| 용산 방면                                            | ITX-마음 호남선                                                                        | 수원 목포 방면                                                |
| 용산 방면                                            | ITX-마음 전라선                                                                        | 수원 여수엑스포 방면                                          |
| 용산 방면                                            | ITX-마음 장항선                                                                        | 안양 홍성 방면                                                |
| 무궁화호                                             |                                                                                        |                                                               |
| 용산 서울 방면 용산 방면 용산 방면                   | 무궁화호 경부선 호남선 장항선 · 전라선 · 충북선                                        | 안양 부산 방면 목포 · 광주 방면 익산 · 제천 · 여수엑스포방면  |
| 서울 방면                                            | 무궁화호 경부선                                                                        | 수원 대전 방면                                                |
| 광역전철 (경부선)                                    |                                                                                        |                                                               |
| 138 신길 연천 방면 광운대 방면 용산 방면 청량리 방면 | ● 수도권 전철 1호선 경원-경인선 완행 · 경원선 급행 경부선 완행 경인선 급행 경부선 급행 | 140 신도림 인천 방면 서동탄 · 신창 방면 동인천 방면 신창 방면 |
| 136 노량진 용산 방면                                 | ● 수도권 전철 1호선 경인선 특급                                                        | 140 신도림 동인천 방면                                        |
| 133 서울 방면                                        | ● 수도권 전철 1호선 경부선 급행(상행만 정차)                                           | P144 금천구청 신창 방면                                       |
| 시·종착역                                            | ● 수도권 전철 1호선 광명 셔틀                                                          | 140 신도림 광명 방면                                          |